# Aprophata eximia
Aprophata eximia es una especie de escarabajo longicornio del género Aprophata, subfamilia Lamiinae. Fue descrita científicamente por Newman en 1842.
Se distribuye por Filipinas. Mide 14-15,5 milímetros de longitud. El período de vuelo ocurre en los meses de junio y septiembre.